# آرتور هپورث
آرتور هپورث (انگلیسی: Arthur Hepworth; ۲۸ فوریهٔ ۱۹۰۸ – فوریه ۱۹۸۸) بازیکن فوتبال اهل بریتانیا بود.
از باشگاه‌هایی که در آن بازی کرده‌است می‌توان به باشگاه فوتبال بارنزلی و باشگاه فوتبال نلسون اشاره کرد.